# Вулиця Галицька (Львів)
Ву́лиця Га́лицька — вулиця у середньовічних кварталах Львова. Назва вперше трапляється в документах 1382 року й протягом існування вулиці не змінювалась. Належить до Галицького району міста й простягається від Площі Ринок до Площі Галицької.

## Історія
Вулиця виникла на давньому торговельному шляху, що провадив до Галича й був продовженням дороги, що вела з Волині. Нині цей шлях на мапі відчитується в цілому ряді сучасних вулиць. Це зокрема: вулиця Князя Романа, Галицька, Краківська, Богдана Хмельницького. Характерним є і те, що обидві старовинні торговельні площі Львова (площа Ринок і площа Старий Ринок), також примикають до цієї дороги. Сучасна назва зустрічається вже у 1382 році і залишається досі незмінною.
Початково вулиця була значно коротшою від нинішньої. Вона починалася від Площі Ринок і прямувала до брами в міському оборонному мурі. Брама також мала назву «Галицької». Галицька брама була грандіозною конструкцією, що складалась із двох веж, двох воріт в міському мурі, а також моста і воріт у двох наступних рядах мурів. Наказом від 1777 року австрійська влада ініціювала розбирання брами на будівельний матеріал. Відповідно вулицю було значно продовжено за межі колись обнесеного мурами кварталу. Пізніше майже уся нова частина вулиці була виділена у окрему і була названа на честь Стефана Баторія. Нині це вулиця Князя Романа.

## Будівлі
Початкова забудова вулиці Галицької була готична, а за матеріалом дерев'яна або фахверкова на кам'яних фундаментах. Грандіозною пожежею 1527 року було знищено усю дерев'яну забудову Львова включно із вулицею Галицькою. Однак тогочасні фундаменти були кам'яні і часто застосовувались у пізніших будівлях. Фрагменти деяких збережено і в нинішніх будинках.
Економічна ситуація у Львові середини XVI століття дозволила уникнути цілковитого занепаду. До міста активно прибували будівничі з північної Італії та італійських кантонів Швейцарії з округи Комо, через що були прозвані «Комасками». Разом із ними у Львові запанувала нова модна течія в архітектурі — ренесанс. Однак ренесансні будівлі вулиці Галицької до нашого часу не дійшли. До цього спричинилось пограбування Львова шведськими військами 1704 року, що викликало надзвичайний економічний спад. Будівлі капітально не ремонтувалась, часто стояли незаселеними, перетворюючись на руїни і в такому вигляді перебували часом десятки років. Ці руїни поглинув будівельний рух другої третини XVIII століття, коли більшість була перебудована у стилі пізнього німецького класицизму, котрий відрізнявся особливою простотою оздоблень.
Переважна кількість будинків вулиці Галицької походять з XVIII століття, але споруджені на місці давніших будівель, датованих XVI—XVII століттями, із застосуванням старих фундаментів. За своїм характером забудова лінійна. Будинки переважно три- і чотириповерхові. Усі без винятку є пам'ятками архітектури національного або місцевого значення.

### З непарного боку вулиці

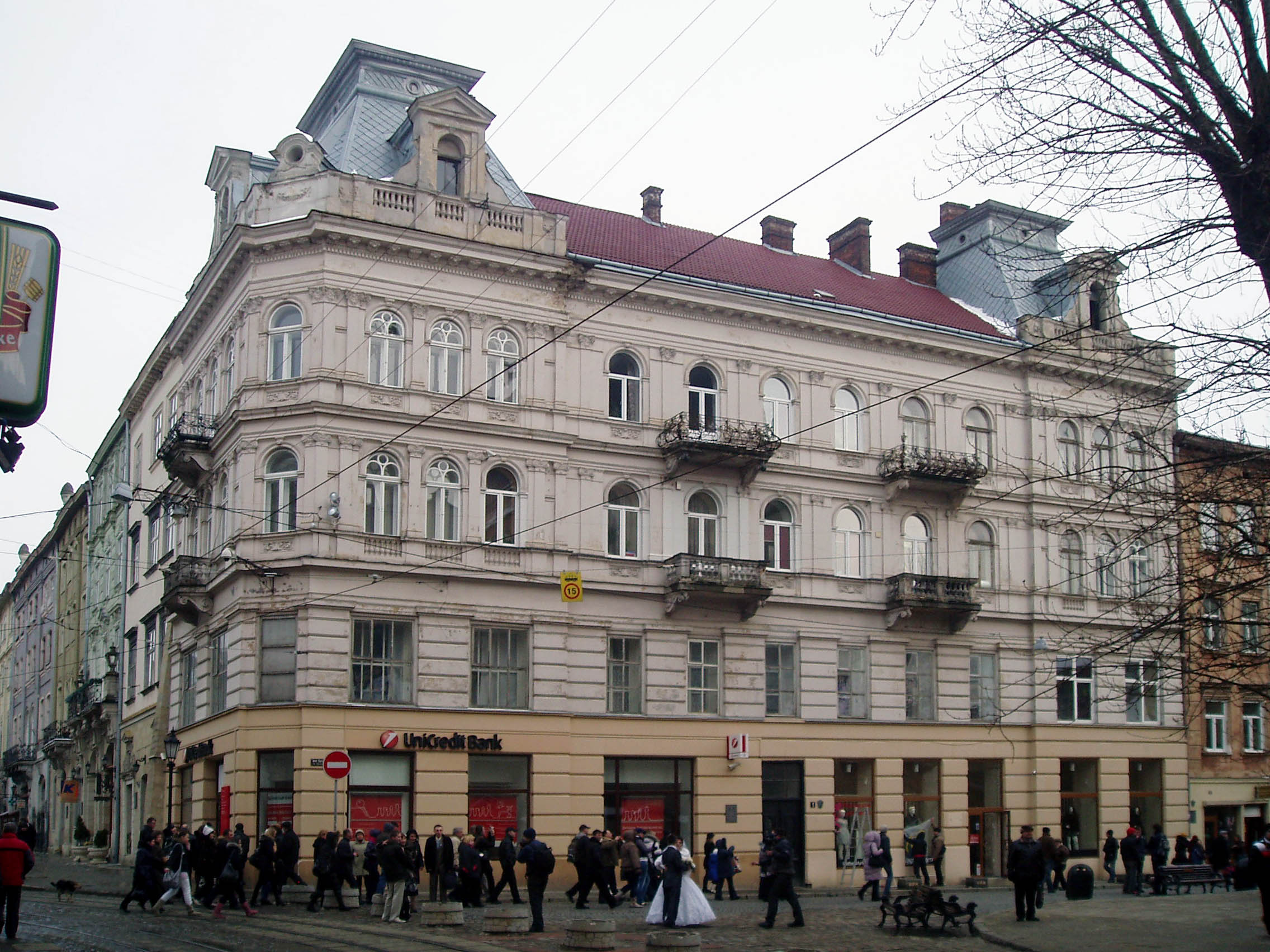
Будинок № 1

№ 1. Будинок на розі із площею Ринок. Інша адреса — площа Ринок, 22. Споруджений за проєктом Міхала Фехтера у 1893–1895 роках в стилі історизму. Будинок чотириповерховий, від площі Ринок — три-, а від вулиці Галицької дванадцятиосьовий. Кут зрізаний. На утвореній зрізом площині також знаходяться вікна. На першому поверсі за радянських часів містився гастроном «Карпати». У 2008—2014 роках тут містилося відділення № 30 «UniCredit Bank», а нині у цьому приміщенні міститься піцерія «Челентано».
Попередня кам'яниця, що стояла на цьому місці, у середині XVI століття належала родині Єльонків, що дало їй назву «Єльонківська». Павло Єльонек у 1558 році виконував обов'язки бургомістра. Пізніше неодноразово змінювала власників. Належала Маєрановським, Шліхтинам, певний час частину будинку займав кушнірський цех. В другій половині XVIII століття належав катедральному каноніку Стефану Мікульському. Наприкінці століття, новий власник, ювелір Рох Каріє ймовірно провів реконструкцію будинку. Описи згадують, що будинок був триповерховий, декорований пілястрами і пишним міжповерховим карнизом. Мав високий аттик зі сторони площі Ринок, головний вхід від вулиці Галицької. З цього ж боку згадується контрфорс.

Пам'ятка архітектури національного значення № 256
№ 3. Кам'яниця Едвертівська. Чотириповерховий чотириосьовий будинок, зведений 1781 року. У 1885—1886 роках проведено реконструкцію із надбудовою четвертого поверху за проєктом Йозефа Енґеля. У 1895 році проведено реконструкцію вітрини за проєктом Володимира Підгородецького. Будинок знаходиться на місці кам'яниці-попередниці, котра від середини XVII століття відома під назвою «Едвертівська» — від імені власника Едварда Менке.

Пам'ятка архітектури місцевого значення № 1281-м

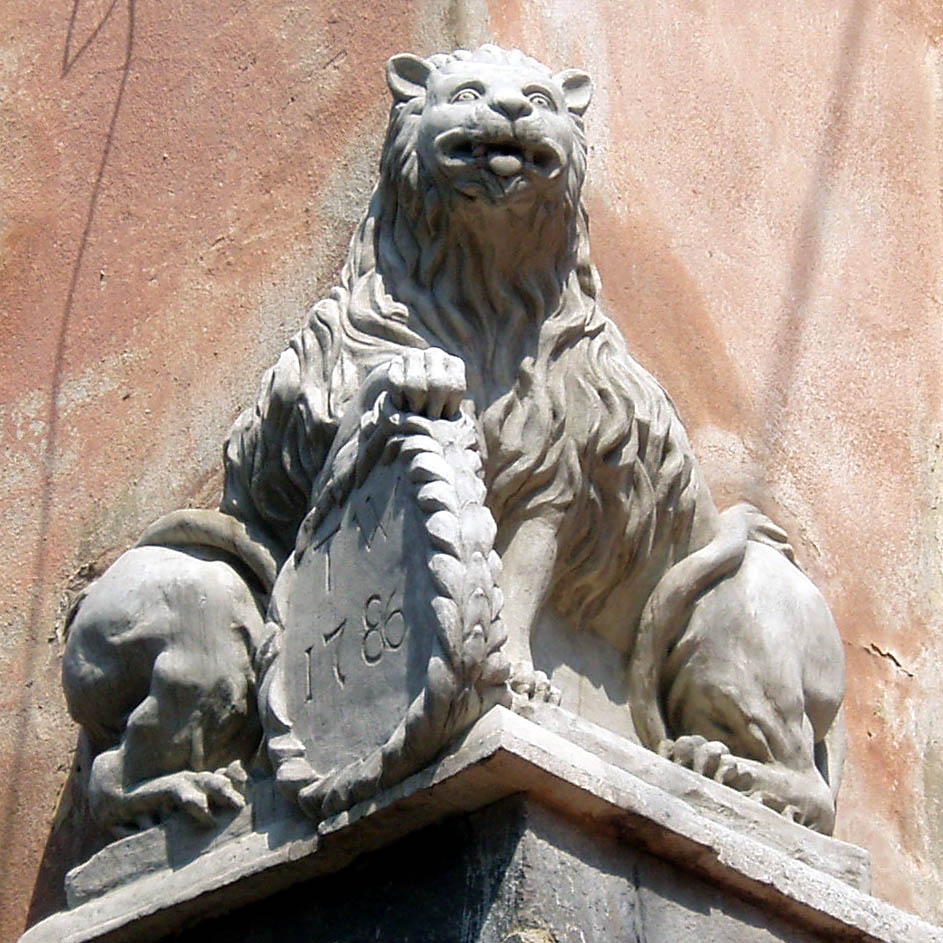
Лев на розі кам'яниці № 11

№ 5. Кам'яниця Кісьолківська. Історія кам'яниці прослідковується із середини XVI століття. 1787 року на її місці збудовано нову. Його власником тоді був вірменин, торговець винами Андрій Андзуловський. 1927 року перший поверх оздоблено у стилі ар деко за проєктом Броніслава Віктора. На початку XX століття на першому поверсі містилася аптека «Під золотим орлом». Нині будинок чотириповерховий, триосьовий із входом зміщеним вправо.

Пам'ятка архітектури місцевого значення № 873-м
№ 7. Колишня кам'яниця Альтмаєрівська, названа на честь власника Яна Альтмаєра, що володів нею в середині XVII століття. Станом на 1766 рік кам'яниця належала архієпископові Стефану Мікульському та була в поганому стані, зокрема, був зруйнований флігель на подвір'ї будинку дворі. «Рудери» (руїни) були кілька разів перепродані і в 1785 році їх придбав радник львівського магістрату, майбутній віце-сеньйор Ставропігійського інституту. В тому ж році будівничий Антон Косинський виготовив проєкт відбудови, який і реалізував. 1882 року збудовано новий дах за проєктом Якуба Кроха, у 1895 році влаштовано великі вітрини на першому поверсі, 1909 року виготовлено нові сходи. Нині будинок чотириповерховий, триосьовий.

Пам'ятка архітектури місцевого значення № 874-м
№ 9. Історія будинку прослідковується починаючи з XVII століття. У різний час в ньому винаймали помешкання маляр Іван Корунка, згодом маляр Недбалович. Пізніше був період, коли будинок належав синові Мартина Урбаніка — Вінсенту. Згодом — на пару із архітектором Клеменсом Фесінґером. 1748 року будинок належав василіянам з монастиря при церкві св. Юра. 1786 року вимуруваний наново від фундаментів для власника Йосифа Трефлінського. В середині XIX століття тут мешкав художник Богуміл Жихович. 1879 року добудовано четвертий поверх за проєктом Войцеха Гаара. 1927 року перероблено декорування фасаду в стилі ар деко (архітектор — Броніслав Віктор). 1905 року вітрини перероблено на великі сучасні за проєктом І. М. Собеля.

Пам'ятка архітектури місцевого значення № 875-м
№ 11. Будинок на розі із вулицею Староєврейською (інша адреса — вул. Староєврейська, 5). Фасад від цієї вулиці в понад три рази довший, з нього ж влаштовано головний вхід.  Ряд назв будинку, які вживались щодо нього в минулому: будинок Огожалківський, Озгевичівський, Крижовський, Морунського. До початку XVII століття будинок був двоповерховим. Доведений до стану руїни, у другій половині XVIII століття був реконструйований. Ще раз ґрунтовно перебудований 1791 року для власника, купця Товія Вайґеля, набувши рис пізнього класицизму. 1875 року на замовлення власниці Марії Боборі проведено реконструкцію дахів, а фасад перероблено в стилі історизму. Нині будинок триповерховий, зі сторони вулиці Галицької — триосьовий. Ріг будинку, на всю висоту поверху, укріплений контрфорсом, увінчаним згори дещо незвичною скульптурою лева з роздвоєним тулубом. Найбільш ймовірно, що лев з'явився під час реставрацій наприкінці XVIII століття. 1828 року скульптуру було відреставровано і можливо перероблено Павлом Евтельє.
№ 13. Будинок на розі із вулицею Староєврейською (інша адреса — вул. Староєврейська, 6). У XVII–XVIII століттях незмінно називався «Мендричівським». Станом на 1712 рік був триповерховим. У реєстрах 1750 і 1774 років згадується як руїна. 1778 на цьому місці на нових фундаментах вимурувано новий будинок для подружжя Шальє. 1804 року завершено чергову реконструкцію. Нині будинок чотириповерховий. Кут зрізаний. На куті на рівні третього поверху уміщено фігурку святого Антонія Падуанського.
№ 15. Будинок Оброцьких. Історія цього будинку прослідковується від першої половини XVII століття. На той час щодо нього вживались дві назви — Шпонерівський, або будинок Оброцького. У другій половині XVIII століття будинок був у стані руїни. Новий будинок на цьому місці зведено у 1786—1789 роках для подружжя Завалкевичів. Від того часу, будинок, за виключенням вітрин, майже не змінив свого вигляду, що є досить рідкісним випадком. Він докладно репрезентує усі особливості будівельної моди того часу. Вітрини переобладнано 1936 року за проєктом архітектора Саломона Кайля. Будинок чотириповерховий, чотириосьовий, зі зміщеним вправо входом. На першому поверсі збереглись хрестові склепіння. Займає значну ділянку вглиб, маючи два внутрішніх подвір'я.

Пам'ятка архітектури національного значення № 1285

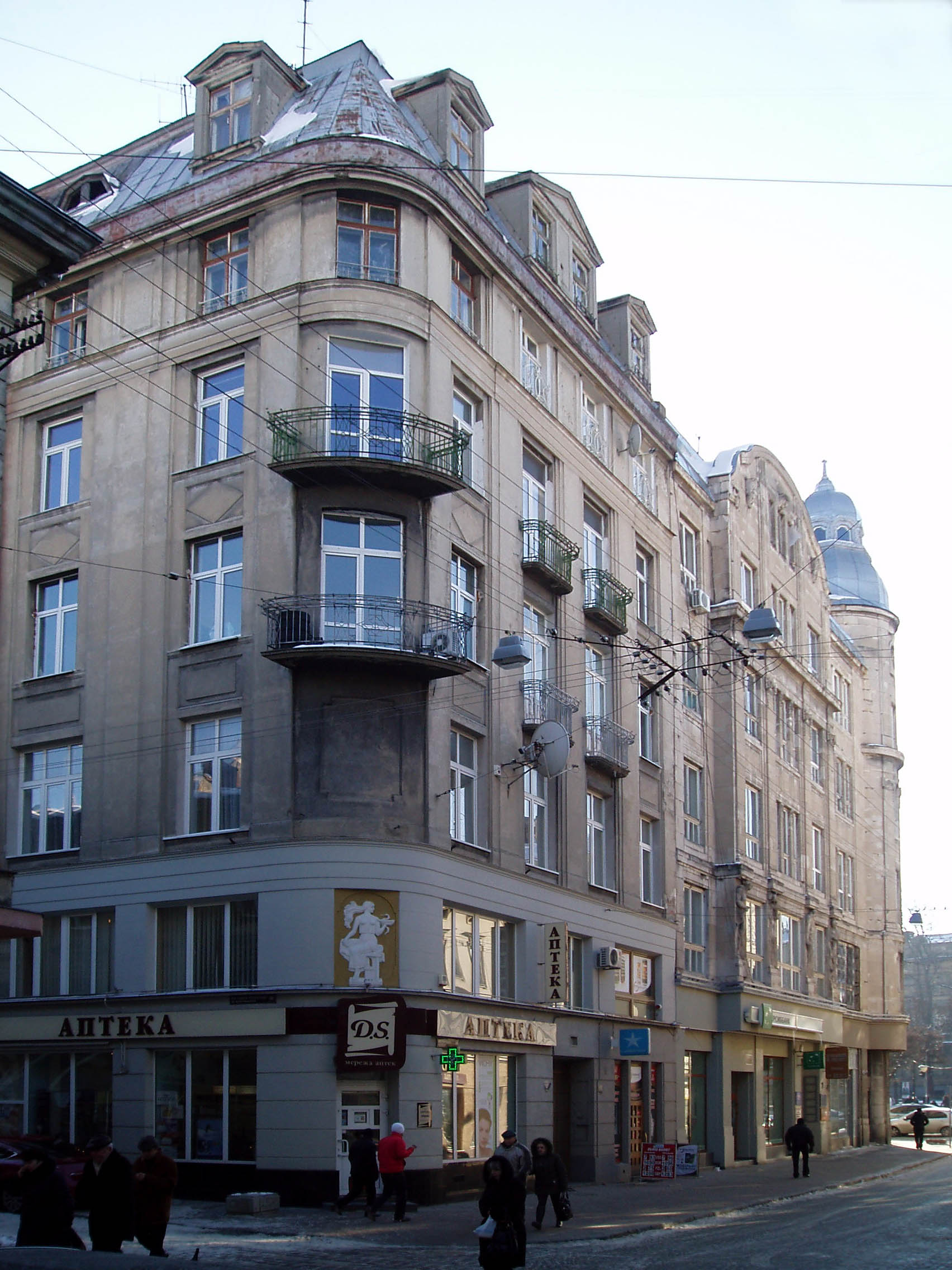
Будинки № 19, 21.

№ 17. Кам'яниця на розі із вулицею Братів Рогатинців. Збудована за проєктом Максиміліана фон Круса на місці двох старіших кам'яниць — Домагалича і Мораковського. Остання примикала до міського муру, котрий знаходився на місці вулиці Братів Рогатинців (щойнопрокладена отримала спочатку назву «Нова вулиця»). 1881 року за проєктом Яна Шульца реконструйовано міжповерхові перекриття і дах. 1896 року реконструйовано сходову клітку (архітектор Володимир Підгородецький). У 1935 та 1936 роках переобладнано вітрини (архітектори І. Менке, С. Кайль).
№ 19. Будинок на розі із вулицею Братів Рогатинців. Перший будинок на цьому місці був збудований 1791 року на місці колишьньої Галицької брами. Із невеликими змінами фасаду він проіснував до початку XX століття. Нинішній будинок споруджено для Галицького кредитного купецького банку за проєктом від 1913 року Альфреда Захаревича та Юзефа Сосновського. Будівництвом займався Ян Шульц, котрий вніс в проєкт певні правки. При проєктуванні була поставлена задача стилістично наблизити фасад до вже існуючого сусіднього будинку Теодора Балабана (№ 21), спорудженого за проєктом тих же архітекторів. 1980 року над головним входом уміщено рельєф «Гігія» авторства Романа Оприска.
№ 21. Будинок розі із вулицею Валовою (інша адреса — Валова, 7). Знаходиться на місці колишньої Галицької брами. У кінці XVIII століття, коли було розібрано міські фортифікації, тут було збудовано дві кам'яниці. 1907 року вже обидвома володів доктор Теодор Балабан, котрий на місці цих кам'яниць 1910 завершив спорудження нового будинку за проєктом Альфреда Захаревича та Юзефа Сосновського. 1931 року Вавжинець Дайчак провів реконструкцію приміщень першого поверху для Міської ощадної каси. Будинок наріжний, п'ятиповерховий. Кут акцентовано заокругленим еркером з вежею. Між вікнами другого поверху на обидвох фасадах розміщено по 4 рельєфи Зигмунта Курчинського. Будинок вважається одним із найкращих зразків модерну в архітектурі Львова.

### З парного боку вулиці
№ 2. Каплиця Боїмів. Видатна пам'ятка архітектури маньєризму (пізнього ренесансу). Збудована у 1609–1615 роках для родини купця і львівського патриція Георгія Боїма. Автором ймовірно є Андреас Бемер. Автори скульптурного оздоблення — Ян Пфістер і Ганс Шольц. За будовою каплиця являє собою куб, на якому розміщено короткий восьмерик із куполом. До окремо стоячої каплиці згодом було прибудовано житловий будинок (№ 4 «Капітульна кам'яниця»). Тильним фасадом виходить до вулиці Галицької. Головний фасад із входом влаштовано з площі Катедральної, де вона має № 1.

Пам'ятка архітектури національного значення № 316
№ 4. Кам'яниця Капітульна. Назва походить від того, що належала римо-католицькому капітулу. Збудована в 1778—1780 роках за проєктом Антона Косинського на місці давнішої. Знаходиться разом із вищезгаданою каплицею Боїмів в одній лінії забудови. Вхід влаштований не з вулиці Галицької, а з другого фасаду, що виходить на площу Катедральну. Має також другу адресу — площа Катедральна, 5. За виключенням вітрин, кам'яниця зберегла незмінними характерні риси архітектури кінця XVIII століття.

Пам'ятка архітектури національного значення № 1247
№ 6. Будинок на ділянці, що на розі із вулицею Староєврейською. Нинішній, в стилі історизму, чотириповерховий, шестиосьовий збудований 1883 року за проєктом Зигмунта Кендзерського. Над двома вікнами другого поверху уміщено горельєфні зображення Миколая Коперника і Яна Длугоша скульптора Віктора Заккі. Належав римо-католицькому капітулу. Перед цим тут стояла кам'яниця, збудована 1792 року на місці двох старших — кам'яниць Авенштока та Грабовського, відомості про котрі походять із середини XVII століття. В Авенштоківській кам'яниці на початку XVIII століття мешкав маляр Михайло Богушевич, представник відомої родини вірменських живописців. 
№ 8. Будинок у XVI століття називався Кайзерівським, з другої половини XVII століття. — будинком Зарицького за іменем власника Івана Зарицького — крайового адвоката, члена Ставропігійського інституту. У 1790–1796 роках він спорудив новий будинок. Доглядав будову, що велась в два етапи, будівничий Антон Косинський. Будинок чотириповерховий у стилі раннього класицизму. На першому поверсі збереглись склепінчасті перекриття.

Пам'ятка архітектури національного значення № 1282
№ 10. Кам'яниця «Під лебедем». В різний час кам'яниця мала цілий ряд назв. 1850 року побудовано триповерховий дворовий флігель, 1875 року над флігелем і будинком споруджено четвертий поверх. 1909 року за проєктом Володимира Підгородецького влаштовано вітрини у партері. В приміщеннях першого поверху збереглись склепінчасті перекриття. В останній третині XIX століття тут діяла відома кав'ярня Адольфа Маньковського, де збиралось багато представників мистецької еліти.

Пам'ятка архітектури національного значення № 1283
№ 12. Свого часу тут мешкав живописець Станіслав Отосельський, учень Василя Петрановича. Отосельський відомий тим, що працював над іконостасом василіянського монастиря у Бучачі. Тут у 1927 році знаходився союз українських купців на чолі з Євгеном Мартинцем. 1801 року проведено ремонт. 1872 року проведено реконструкцію даху і сходової клітки за проєктом Йогана Міхеля. 1874 року надбудовано четвертий поверх за проєктом Емануеля Галля. Вітрини переобладнано 1914 року. Будинок чотириповерховий, триосьовий.

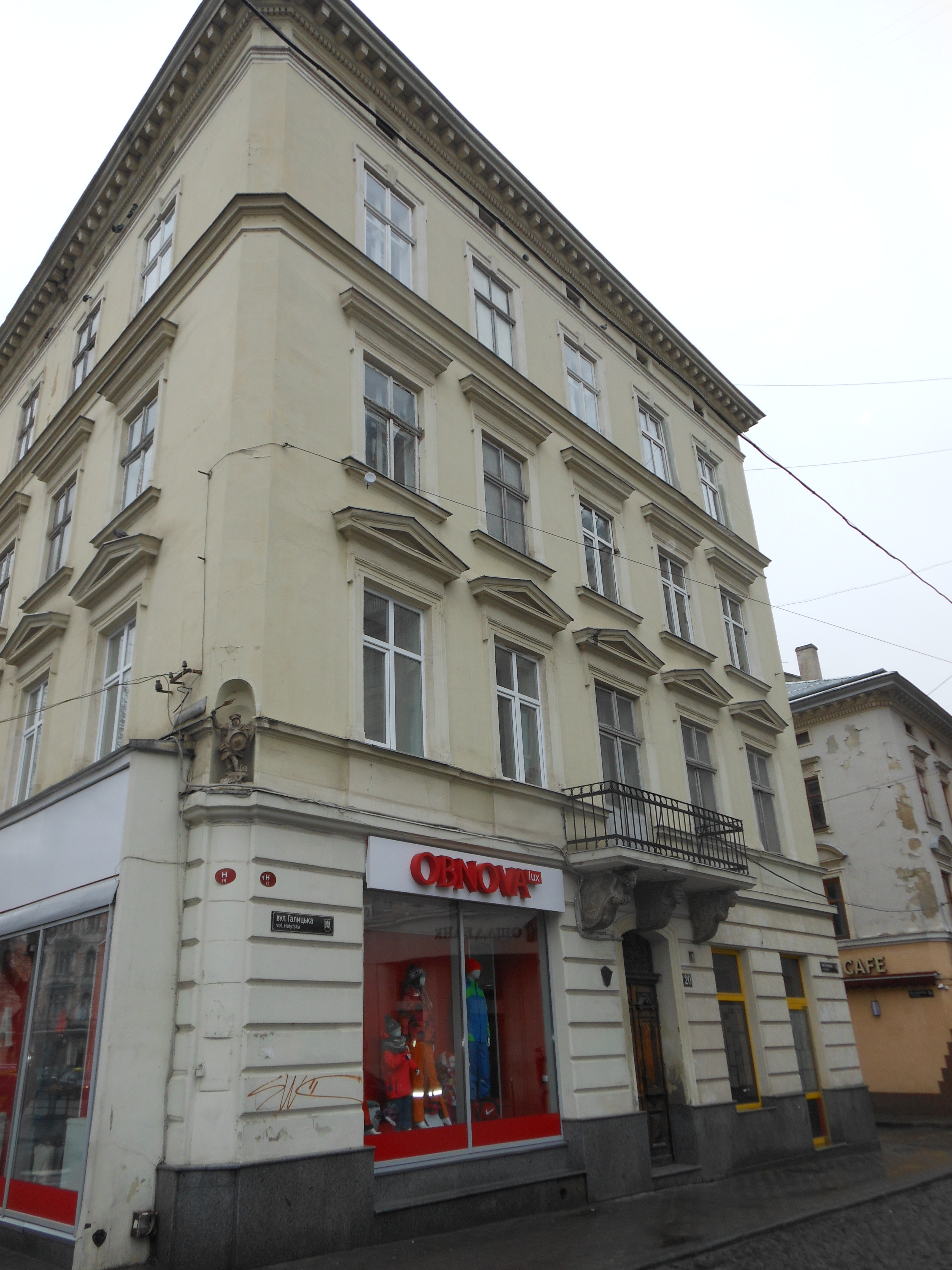
Будинок № 20

№ 14. Кам'яниця Гідельчиківська або Волковичівська. Наріжний будинок. Більшу частину своєї історії належав українським родинам. 1637 року збудований для Адама Гідельчика на місці давнішої кам'яниці. Родина Гідельчиків мешкала тут до початку XVIII, коли перейшла до родини Волковичів. Певний час тут мешкав зять Павла Волковича, скульптор Антон Штиль. 1773 року реєстри фіксують будинок як повну руїну. В такому стані він простояв до побудови фактично нового будинку у 1803 році. Від 1860 року фіксується як чотириповерховий. Тричі проводились реконструкції вітрин у 1898, 1907, 1912 роках.
№ 16. Будинок розі із вулицею Братів Рогатинців (інша адреса — вул. Братів Рогатинців, 4). Виник на місці Галицької брами. 1791 року на цьому місці вибудувано нову кам'яницю. 1868 року проведено реконструкцію за проєктом Вільгельма Шміда. Реконструкції проводились наприкінці XIX століття, та у 20-30-х роках XX століття. Нині будинок триповерховий, семиосьовий.
№ 18. Будинок на розі із вулицею Валовою. Виник на місці мурів Галицької брами. Початково це були три окремих домоволодіння із невеликими будинками. На початку XIX століття усі три будинки перебудовано в одну триповерхову кам'яницю. 1873 року збудовано триповерховий дворовий флігель на місці давнішого одноповерхового. 1902 року вхід перенесено з вулиці Галицької на фасад від вулиці Валової.
№ 20. Перший будинок на цьому місці зведений у 1787—1789 роках членом ставропігійського братства Стефаном Комарницьким. Знаходився на місці рову, що проходив довкола міста за оборонним муром. З невідомих причин 1803 року тут було споруджено новий будинок у стилі класицизму, що зберігся донині у майже незмінному вигляді. На його консолях уміщено три кам'яні людські голови, опрацювання деталей та типи облич яких, дозволяють приписати їх виконання скульптору Гартману Вітверу та його брату Йогану-Міхаелю. Це ймовірно перша робота братів Вітверів у Львові. На наріжнику, що від площі Галицької у ніші вміщено невелику статую архангела Михаїла. Наріжник від площі Галицької зрізаний, на рівні другого поверху у ніші встановлена фіґурка Архангела Михаїла.

## Див.також
- Пішохідні вулиці міст України